# Marcus Monsen
Marcus Monsen (* 19. Februar 1995) ist ein ehemaliger norwegischer Skirennläufer. Seine Stärken lagen in den Disziplinen Riesenslalom, Super-G und Kombination. Seine jüngere Schwester Marte ist ebenfalls als Skirennläuferin aktiv.

## Biografie
Marcus Monsen bestritt im November 2010 nach Erreichen der Altersgrenze seine ersten FIS-Rennen, bei denen er sich jedoch nicht im Vorderfeld klassieren konnte. Im Januar 2012 nahm er an den Olympischen Jugend-Winterspielen in Innsbruck teil und gewann dort die Silbermedaille im Mannschaftswettbewerb. Zu Beginn des Winters 2012/2013 konnte sich Monsen vor allem in den technischen Disziplinen Slalom und Riesenslalom deutlich verbessern und gewann im Januar 2013 mehrere FIS-Rennen. Im Februar 2013 wurde er norwegischer Juniorenmeister im Riesenslalom. Seit der Saison 2013/14 startet Monsen regelmäßig im Europacup. Nachdem er sich am 27. Januar 2014 mit Rang sechs beim Riesenslalom in Les Menuires erstmals unter den besten zehn in dieser Rennserie klassiert hatte, bestritt er am 2. Februar 2014 mit dem Riesenslalom in St. Moritz sein erstes Weltcuprennen. Dort fuhr er mit Startnummer 65 auf Anhieb auf Rang 26 und gewann damit seine ersten Weltcuppunkte.
Im weiteren Verlauf des Winters nahm er in Jasná an den Juniorenweltmeisterschaften teil und gewann mit Silber im Riesenslalom und Bronze in der Super-Kombination zwei Medaillen. Zwei weitere Medaillen kamen bei den Juniorenweltmeisterschaften 2015 in Hafjell hinzu: Silber in der Abfahrt und Bronze im Riesenslalom. Zum Abschluss des Winters 2014/15 wurde er in Hemsedal norwegischer Meister in der Alpinen Kombination. Bei den Juniorenweltmeisterschaften 2016 in Sotschi gewann er Silber in der Kombination. In der Europacup-Saison 2016/17 belegte Monsen den dritten Rang der Gesamtwertung.
Monsen gelang es nicht, sich im Weltcup dauerhaft zu etablieren. Sein bestes Ergebnis war ein 17. Platz im Riesenslalom von Kranjska Gora am 4. März 2017. Auf die Saison 2019/20 hin verlor er seinen Kaderplatz in der norwegischen Nationalmannschaft und trainierte daraufhin mit dem Privatteam Global Racing. Zählbare Ergebnisse blieben aus, weshalb er am 10. August 2020 mit sofortiger Wirkung seinen Rücktritt bekanntgab.

## Erfolge

### Weltcup
- 2 Platzierungen unter den besten 20

### Weltcupwertungen
| Saison  | Gesamt | Gesamt | Riesenslalom | Riesenslalom |
| Saison  | Platz  | Punkte | Platz        | Punkte       |
| ------- | ------ | ------ | ------------ | ------------ |
| 2013/14 | 140.   | 5      | 50.          | 5            |
| 2016/17 | 126.   | 14     | 46.          | 14           |
| 2017/18 | 139.   | 11     | 51.          | 11           |
| 2019/20 | 155.   | 4      | 56.          | 4            |

### Europacup
- Saison 2014/15: 8. Riesenslalomwertung
- Saison 2015/16: 7. Gesamtwertung, 4. Kombinationswertung, 6. Super-G-Wertung
- Saison 2016/17: 3. Gesamtwertung, 4. Kombinationswertung, 5. Riesenslalomwertung
- Saison 2019/20: 9. Kombinationswertung, 10. Riesenslalomwertung
- 4 Podestplätze, davon 3 Siege:

| Datum           | Ort                | Land       | Disziplin         |
| --------------- | ------------------ | ---------- | ----------------- |
| 15. Januar 2016 | Radstadt-Reiteralm | Österreich | Super-G           |
| 9. Januar 2016  | Davos              | Schweiz    | Riesenslalom      |
| 24. Januar 2017 | Méribel            | Frankreich | Super-Kombination |

### Juniorenweltmeisterschaften
- Jasná 2014: 2. Riesenslalom, 3. Super-Kombination, 4. Teamwettbewerb, 5. Slalom, 10. Super-G, 11. Abfahrt
- Hafjell 2015: 2. Abfahrt, 3. Riesenslalom, 4. Super-Kombination, 7. Slalom, 8. Super-G
- Sotschi/Rosa Chutor: 2. Kombination, 4. Riesenslalom, 10. Slalom, 13. Super-G, 18. Abfahrt

### Olympische Jugend-Winterspiele
- Innsbruck 2012: 2. Teamwettbewerb, 4. Super-Kombination, 5. Riesenslalom, 6. Super-G

### Weitere Erfolge
- 2 norwegische Meistertitel (Kombination 2015 und 2016)
- norwegischer Juniorenmeister im Riesenslalom 2013
- 11 Siege in FIS-Rennen